# Fredrik Nordström
Fredrik Nordström (født 5. januar 1967) er en svensk musikproducer og guitarspiller for heavy metalbandet Dream Evil. Nordström er en af de ledende melodiske dødsmetal-producere i Sverige[kilde mangler] og har arbejdet med nogle af genrens største navne som At the Gates, Arch Enemy, Dark Tranquillity, In Flames, Soilwork, og Opeth.
Fascineret af teknologi i en ung alder åbnede han et lille indspilningsstudie i Göteborg Sverige hovedsageligt til at indspille hans egen musik. Studiet udviklede sig til Studio Fredman og er et af de førende svenske indspilningsstudier.
I 1999 stiftede Nordström heavy metalbandet Dream Evil for at optræde med hans egen musik, og i 2006 havde bandet udgivet fire albums og en EP. I dag menes han at være en af topproducerne i Europa og en central figur for Göteborgstilen.

## Diskografi

### At the Gates
- Terminal Spirit Disease
- Slaughter of the Soul

### Arch Enemy
- Black Earth
- Stigmata
- Burning Bridges
- Burning Japan Live 1999
- Wages of Sin

### Armageddon
- Crossing The Rubicon

### The Crown
- Deathrace King

### Dark Tranquillity
- Of Chaos and Eternal Night
- The Gallery
- Enter Suicidal Angels
- The Mind's I
- Projector
- Haven
- Damage Done

### Darkest Hour
- Hidden Hands of a Sadist Nation

### Dream Evil
- Dragonslayer
- Evilized
- The Book of Heavy Metal
- United

### Dimmu Borgir
- Puritanical Euphoric Misanthropia
- Death Cult Armageddon
- In Sorte Diaboli

### Dragonlord
- Black Wings of Destiny

### Exhumation
- Dance Across the Past
- Traumaticon

### HammerFall
- Legacy of Kings
- Glory to the Brave

### The Haunted
- The Haunted (album)
- One Kill Wonder
- Revolver

### In Flames
- Lunar Strain
- Subterranean (engineering)
- The Jester Race
- Whoracle
- Colony
- Clayman

### Lord Belial
- Enter the Moonlight Gate

### Lyzanxia
- Unsu

### Memory Garden
- Forever
- Tides

### Misanthrophe
- Visionaire
- Libertine Humiliations

### Norther
- Till Death Unites Us

### Old Man's Child
- In Defiance of Existence

### Opeth
- My Arms, Your Hearse
- Still Life
- Blackwater Park (mix)

### Pagan's Mind
- Celestial Entrance
- Enigmatic: Calling

### Rotting Christ
- Sanctus Diavolos (mastered)

### Septic Flesh
- Revolution DNA
- Sumerian Daemons

### Soilwork
- The Chainheart Machine
- Steelbath Suicide

### Sinergy
- Beware the Heavens

### Skitsystem
- Stigmata

### Spiritual Beggars
- Mantra 3
- Ad Astra

### Splitter
- En Sorglig Historia

### Sacrilege
- Lost in the Beauty You Slay
- The Fifth Season